# 후시미노미야 히로야스 왕
후시미노미야 히로야스 왕(일본어: 伏見宮博恭王 ふしみのみやひろやすおう[*], 1875년(메이지 8년) 10월 16일 ~ 1946년(쇼와 21년) 8월 16일)는 일본 제국의 황족이자 해군 장교이다. 후시미노미야 사다나루 친왕(伏見宮貞愛親王)의 장남이다. 참정관, 군령부 총장, 원수·해군 대장을 역임하였고 훈등은 대훈위 공1급이다. 초명은 나루카타(愛賢)였으나, 가초노미야(華頂宮)를 상속한 후에 히로야스로 개명하였다.
러일 전쟁 때에 연합함대 기함 미카사의 분대장으로 황해 해전에 참가하여 부상을 입었다. 1905년 5월, 대한 제국에서 열린 경부선 개최식에도 참석하였다.
함장과 함대사령관 등을 역임하는 등, 황족 출신의 군인 중에서 실전 경험이 풍부하였다.
1946년 8월 16일 70세의 나이로 훙서(薨去). 히로야스 왕 사후 장손이자 히로요시 왕(博義王)의 장남 히로아키 왕(博明王)이 후시미노미야의 가독을 이었다.

## 가족
- 아버지 : 후시미노미야 사다나루 친왕
- 어머니 : 사다나루 친왕비 토시코 여왕
- 아내 : 도쿠가와 츠네코 (도쿠가와 요시노부의 9녀)
  - 장남 : 히로요시 왕 (1897년 - 1938년) - 해군 대좌. 이치죠 사네테루 공작의 딸 토키코와 결혼
  - 장녀 : 아사노 야스코 (1898년 - 1919년) - 1918년 후작 아사노 나가타케에게 강가
  - 차남 : 히로타다 왕 (1902년 - 1924년) - 히로야스 왕의 뒤를 이어 카쵸노미야를 계승. 해군 중위. 그의 죽음으로 카쵸노미야는 단절
  - 3남 : 히로노부 왕 (1905년 - 1970년) - 1926년, 카쵸 성을 받아 신적강하 (후작). 카쵸노미야의 제사를 계승한다. 해군 대좌
  - 차녀 : 아츠코 여왕 (1907년 - 1936년) - 백작 키요스 유키야스 (후시미노미야 쿠니이에 친왕의 15남 키요스 이에노리의 양자. 사나다 유키모토 백작의 3남)에게 강가
  - 3녀 : 토모코 여왕 (1907년 - 1943년) - 쿠니노미야 아사아키라 왕비
  - 4남 : 히로히데 왕 (1912년 - 1943년) - 후시미 성을 받아 신적강하 (백작). 해군 소좌. 전사

※아츠코 여왕과 토모코 여왕은 쌍둥이다.

## 같이 보기
- 후시미노미야

| 전임 가초노미야 히로아쓰 친왕 | 제3대 가초노미야 당주 1883년 ~ 1904년 | 후임 가초노미야 히로타다 왕 |

| 전임 후시미노미야 사다나루 친왕 | 제25대 후시미노미야 당주 1923년 ~ 1946년 | 후임 후시미노미야 히로아키 왕 |